# Brilhante-fulvo

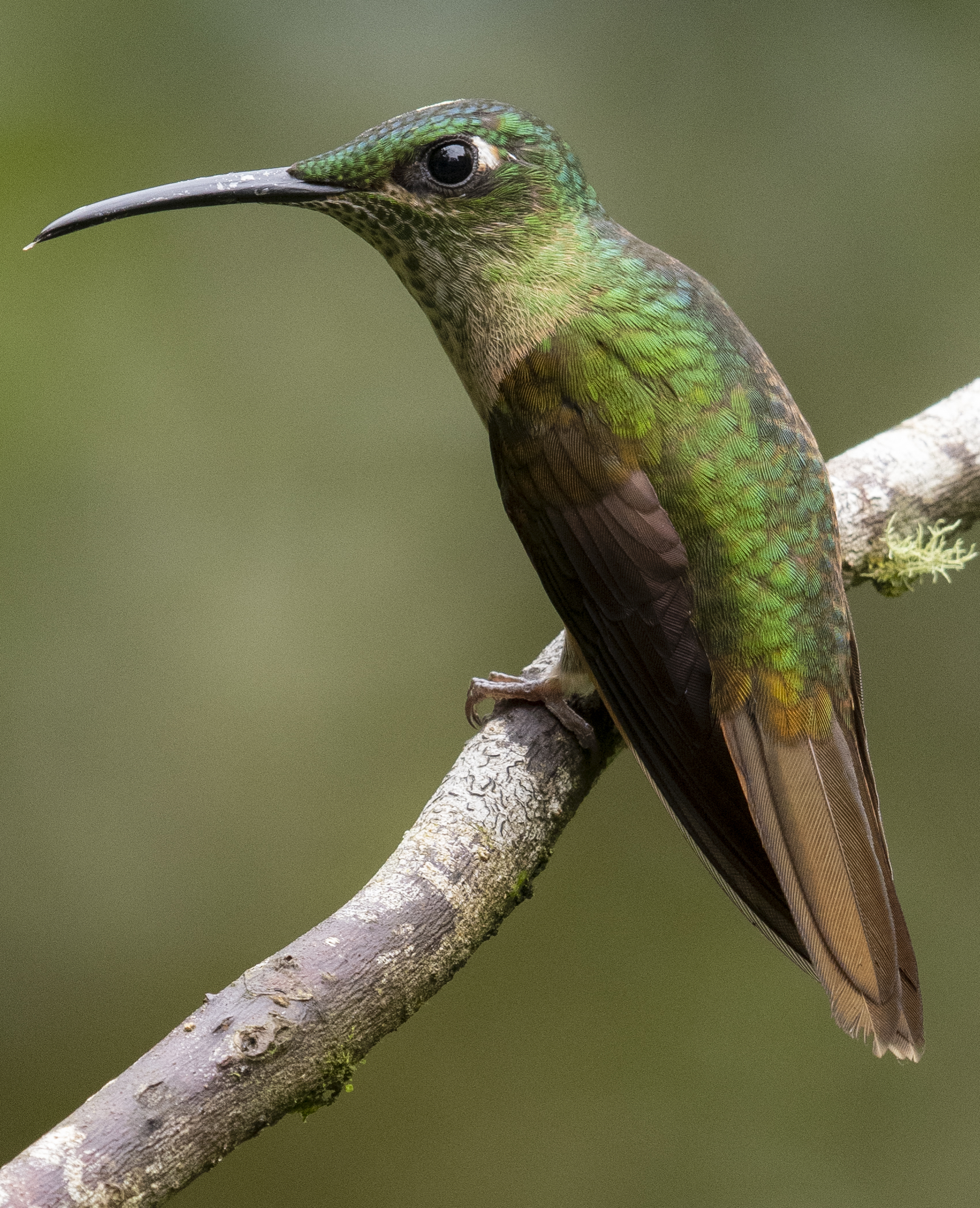
Brilhante-fulvo na floresta Bellavista, no Equador

O brilhante-fulvo (Heliodoxa rubinoides) é uma espécie de beija-flor. É nativa da América do Sul, onde ocorre na Bolívia, Colômbia, Equador e Peru.

## Taxonomia
O brilhante-fulvo é um membro da família dos beija-flores, os troquilídeos. Existem 3 subespécies:
- Heliodoxa rubinoides aequatorialis (Colômbia e Equador, encosta ocidental da Cordilheira dos Andes )
- Heliodoxa rubinoides cervinigularis (Equador e Peru, encosta leste dos Andes)
- Heliodoxa rubinoides rubinoides (Colômbia, Andes central e oriental)

## Descrição
O pássaro é verde acima e um cobre iridescente nas partes inferiores. Possui áreas de fulvo e verde e manchas de cobre. O bico é longo e ligeiramente curvo.

## Distribuição e habitat
O brilhante-fulvo é nativo dos Andes, as várias subespécies ocupando diferentes encostas das montanhas. É um pouco incomum, com uma distribuição irregular, mas é de menor preocupação, de acordo com a União Internacional para a Conservação da Natureza.

## Comportamento

### Dieta

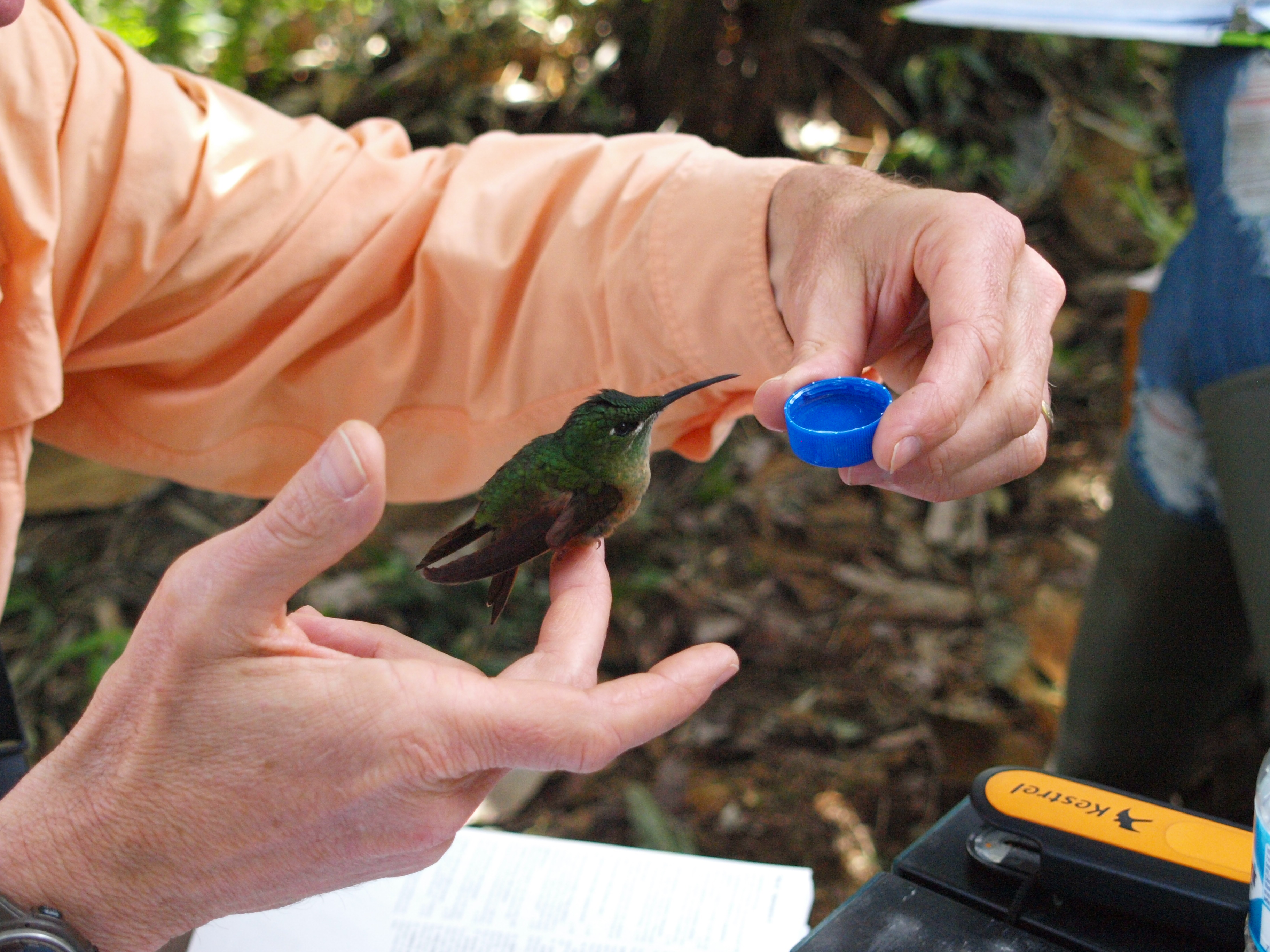
Água com açúcar brilhante-fulvo

A dieta do brilhante-fulvo consiste principalmente de néctar. Defende flores de néctar de qualidade de outros nectarívoros, incluindo insetos como abelhas. Ao se alimentar, ele paira diante da flor ou fica pendurado nela e insere sua língua até 13 vezes por segundo. Também visitará comedouros de pássaros e beberá água de fontes e banhos de pássaros. Leva pequenos insetos e aranhas para proteína extra. A fêmea captura grandes quantidades de insetos durante a reprodução porque são um alimento importante para os filhotes. O pássaro captura presas de insetos por falcoaria, colhendo-as de plantas e arrancando-as de teias de aranha.

### Reprodução
O macho realiza uma exibição de namoro voando em padrões em forma de "U" em volta da fêmea. Não há vínculo de casal e o macho não está envolvido na nidificação ou na criação dos filhotes. Ambos machos e fêmeas acasalam com vários parceiros.
A fêmea constrói um ninho em um arbusto ou árvore. É feito de fibras vegetais, teias de aranha, pêlos de animais e algodão, e é forrado externamente com musgo para camuflagem. Ela põe uma ninhada de dois ovos brancos. Ela regurgita material de insetos para os filhotes, porque eles não podem persistir apenas no néctar. Ela choca os filhotes por cerca de 12 dias, após os quais não há espaço suficiente para ela no ninho. Os jovens partem em cerca de 20 dias.

### Vocalizações
O brilhante-fulvo faz duas vocalizações diferentes, uma série de notas “tchik” e uma chamada comum “swi-swi-swi-swu”.